# Собор Гвадалахари
Кафедральний собор Гвадалахари або собор Успіння Богоматері (ісп. Catedral de Guadalajara or Catedral de la Asunción de María Santísima), що знаходиться в Гвадалахарі, штат Халіско, є римо-католицьким собором архієпархії Гвадалахари. Він побудований в іспанському стилі Ренесанс, проте має неоготичні шпилі.

## Історія
Перший собор був побудований в 1541 році на місці нинішнього храму Санта-Марія-де-Грасія. Ця примітивна церква була побудована з глини та з солом'яним дахом. Однак, в 1548 році Святий Престол проголосив область єпархією, і церква стала собором.
30 травня 1574 року під час меси сусіди стріляли у повітря. Частина куль впала на собор і розпалила вогонь, що сильно пошкодив будівлю. Почалися роботи над новим собором, за проєктом майстра-архітектора Мартіна Касільяса, який замовив 1561 року король Філіп II, але його повільно споруджували через обмежені кошти. Новий собор був завершений у лютому 1618 року. Нарешті, у квітні того ж року Пресвяте Таїнство було перенесено з колишньої церкви в нову; однак, він буде освячений лише 12 жовтня 1716 р. У 1818 році місто пережило землетрус, внаслідок чого вежі та купол обвалились. Вони були замінені, але нові споруди були зруйновані наступним землетрусом у 1849 році. Нові вежі спроєктував архітектор Мануель Гомес Ібарра. Будівництво зайняло три роки і коштувало 33 521 песо. Нові споруди були завершені в 1854 році. Папа Пій XII підняв собор до рангу Малої базиліки.
Нині собору продовжує загрожувати небезпека: він був пошкоджений землетрусами в 1932, 1957, 1979, 1985, 1995 та 2003 роках. Поточні загрози включають невеликий нахил північної вежі та структурні пошкодження купола.

## Галерея

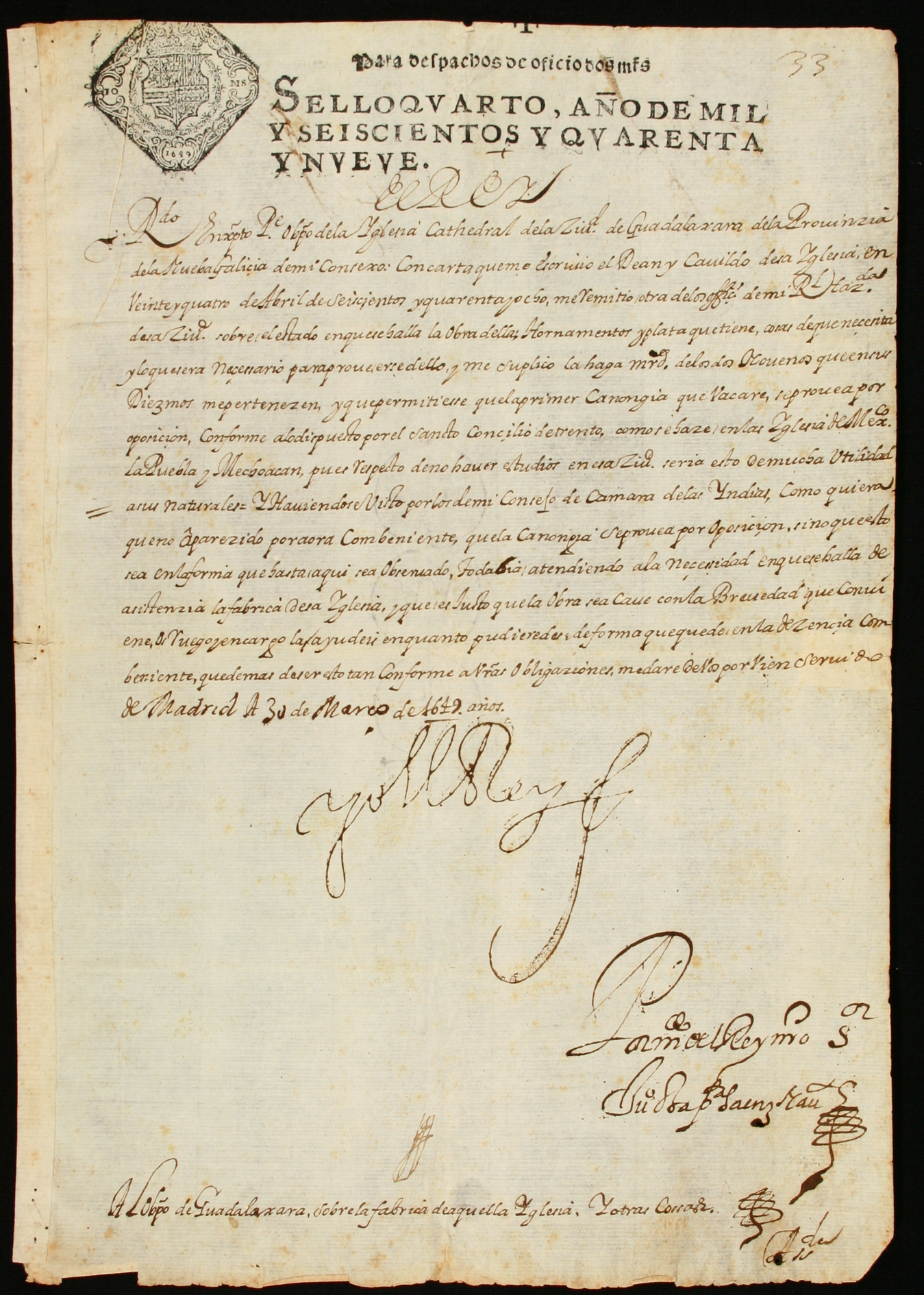
Королівський указ 1649 року, підписаний Хуаном Баутістою Саенсом Наваррете, з тим, що будівництво собору в Гвадалахарі, Мексика, незабаром закінчиться.
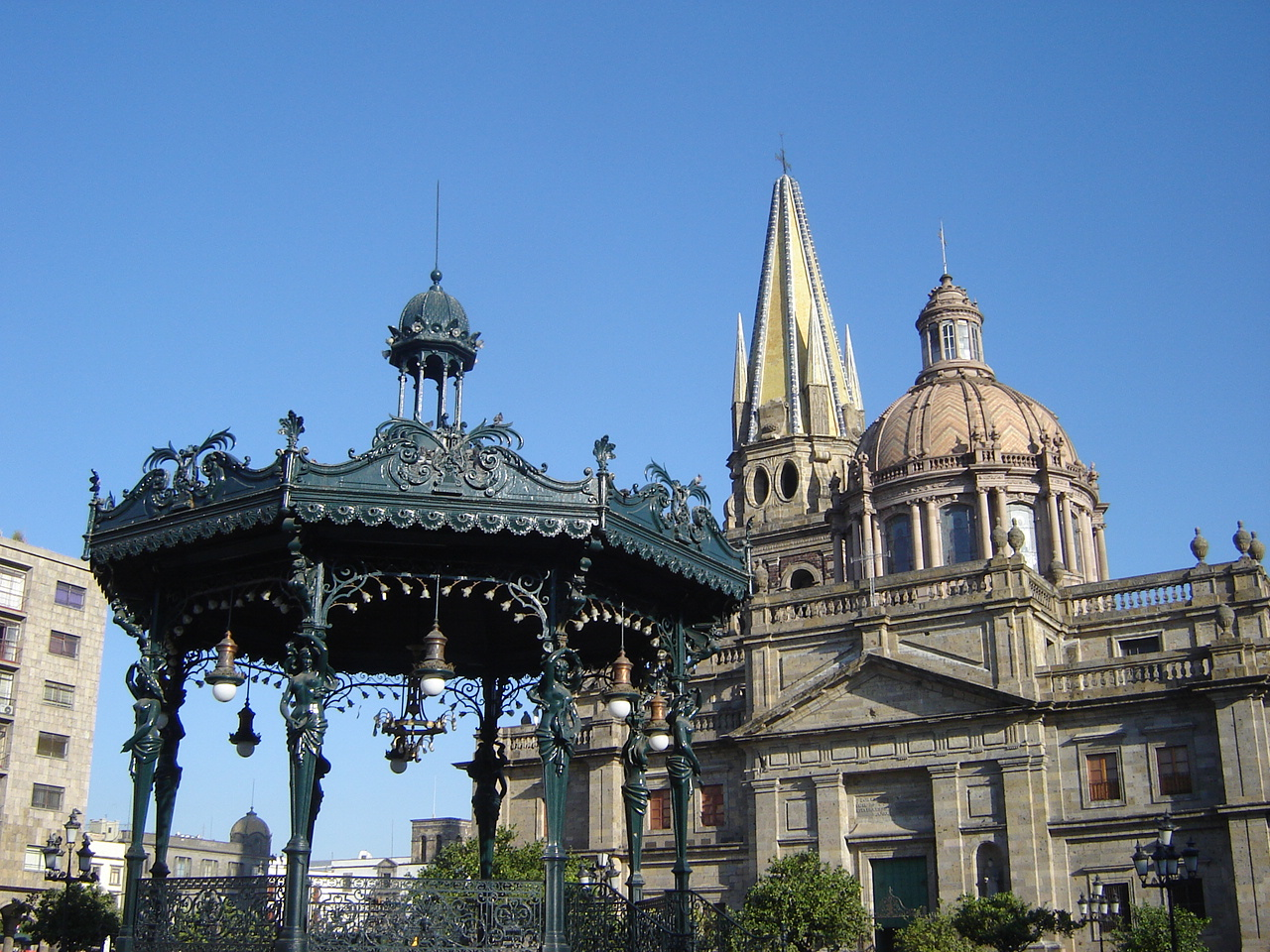
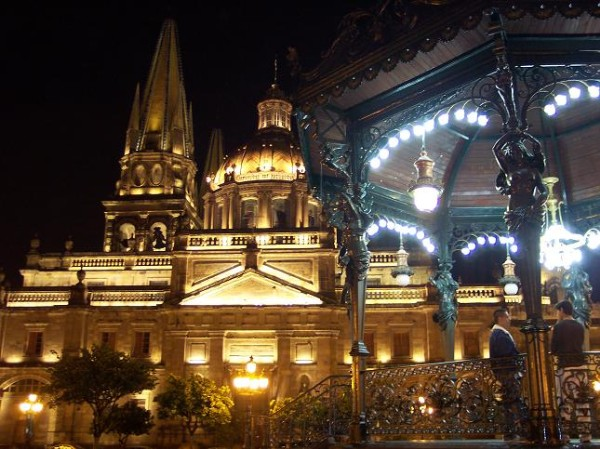
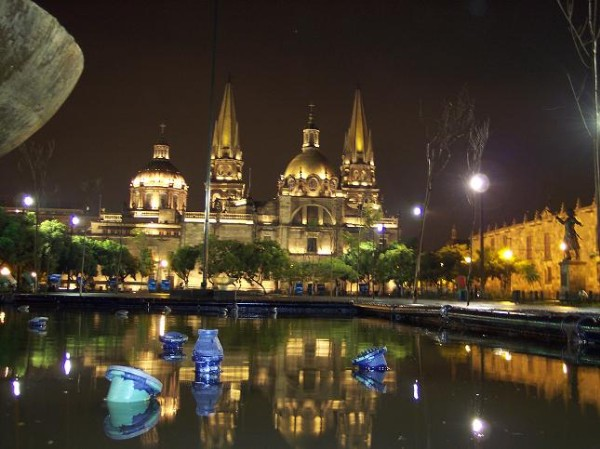
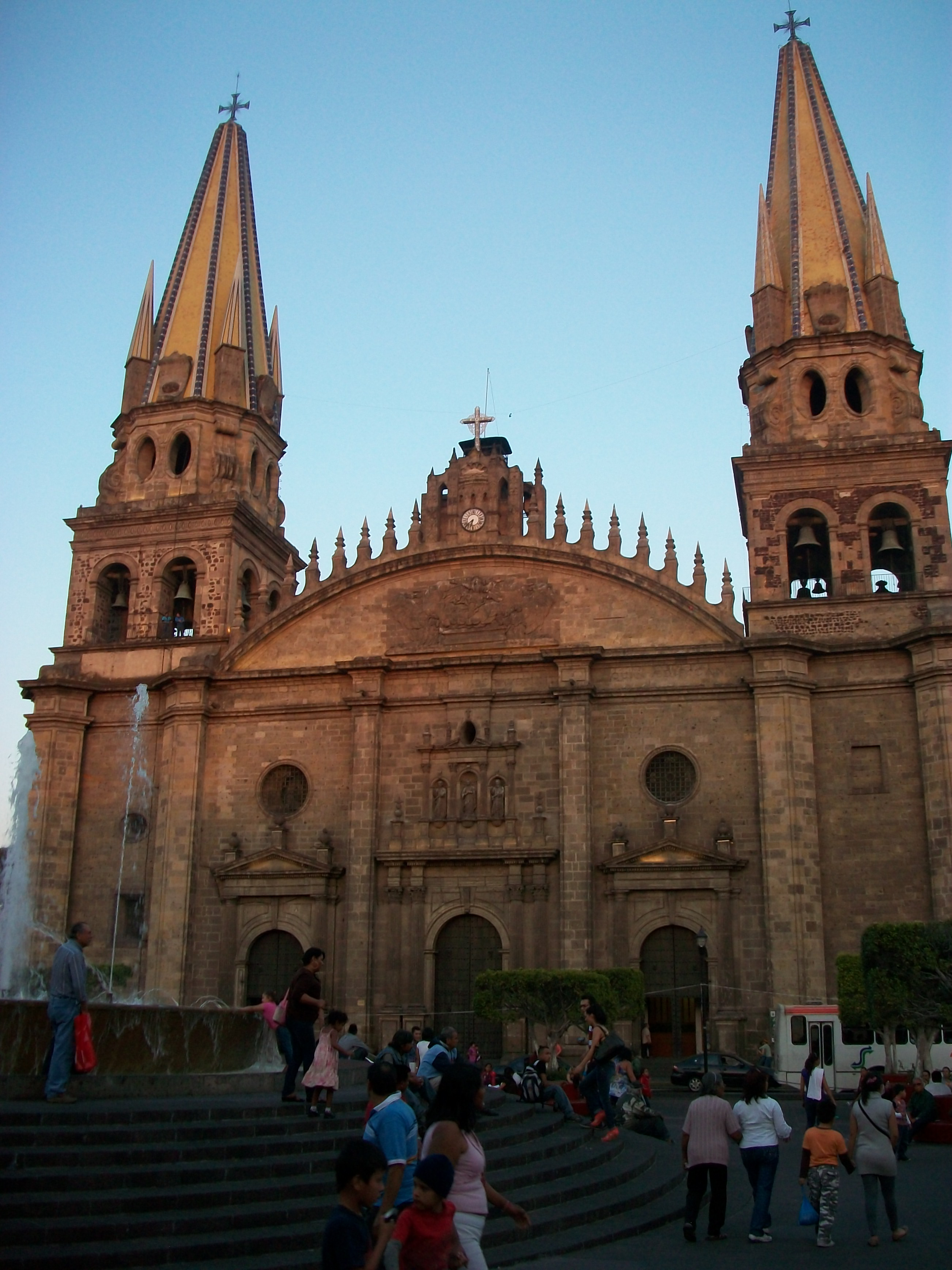
Неоготичні доповнення шпилів.
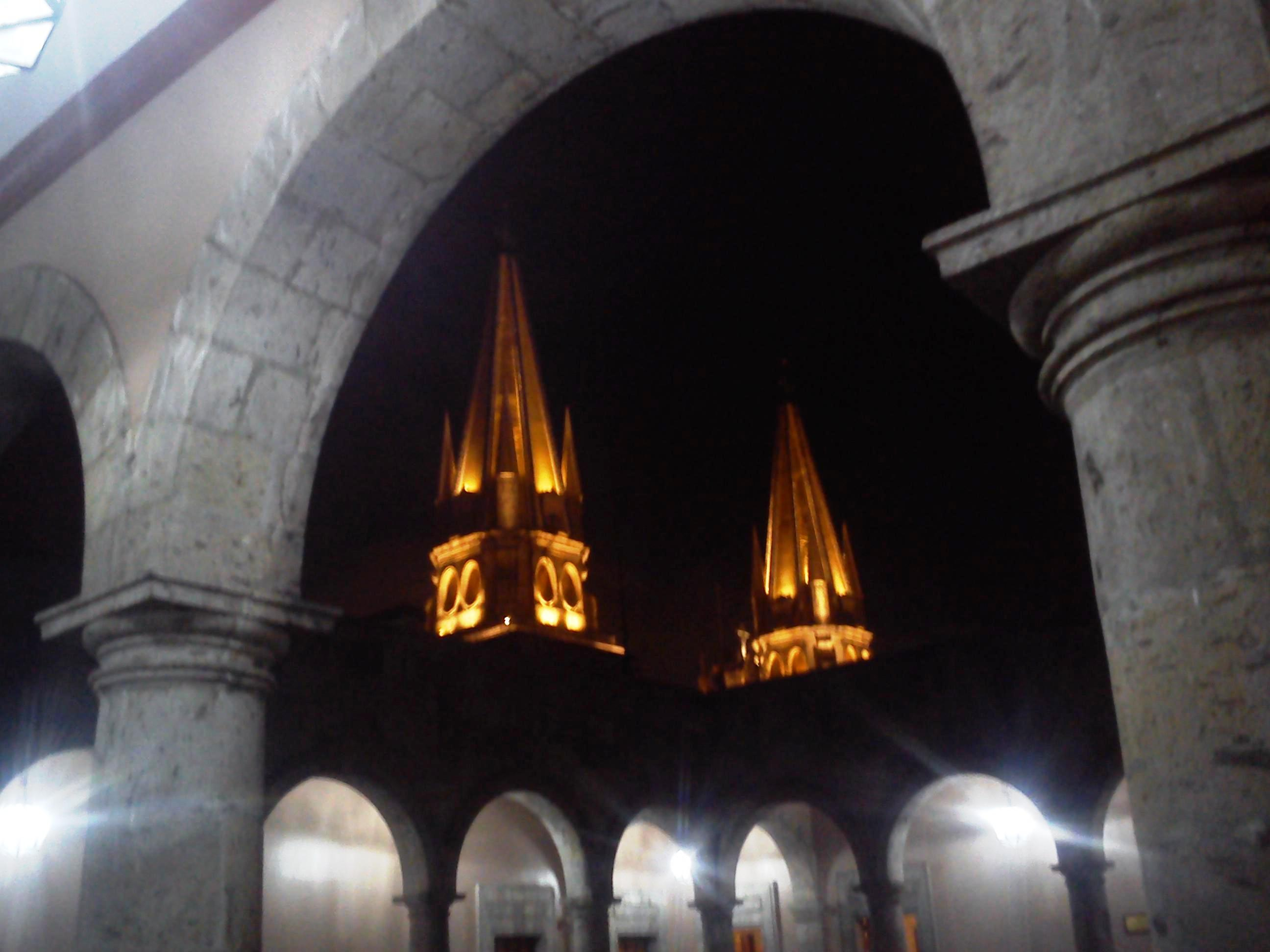
Вежі Собору, видно з північно-західного кута коридору другого рівня Ратуші